# Stanisław Piotr Telefus
Stanisław Piotr Telefus herbu Łabędź (ur. ok. 1690zm. w 1747 roku) – chorąży kamieniecki w latach 1729–1746, stolnik kamieniecki w latach 1706–1729, stolnik latyczowski w latach 1702–1706, podczaszy trembowelski w latach 1695–1702, marszałek sejmiku Boni Ordinis województwa bełskiego w 1725 roku.
Deputat województwa podolskiego do rady stanu rycerskiego rokoszu łowickiego w 1697 roku. Poseł na sejm pacyfikacyjny 1699 roku z województwa podolskiego. Poseł na sejm 1701 roku i sejm z limity 1701-1702 roku z województwa podolskiego. W styczniu 1702 roku podpisał akt pacyfikacji Wielkiego Księstwa Litewskiego. Był konsyliarzem i delegatem województwa podolskiego w konfederacji dzikowskiej 1734 roku.
Jego syn Józef, który pisał się z Kumanowa na Horyńcu i Piasecznej, 1 lipca 1748 r. na mocy przywilejów królewskich fundował na swych dobrach horynieckich miasto. Z tej okazji nadał określone w akcie fundacyjnym prawa dla mieszczan w Horyńcu.